# 21682 Peštafrantišek
21682 Peštafrantišek là một tiểu hành tinh vành đai chính với vận tốc quỹ đạo 1415.4928365 ngày (3.88 năm).
Nó được phát hiện ngày 9 tháng 9 năm 1999.